# Maulbeeraue
Die Maulbeeraue ist eine Rheininsel im hessischen Landkreis Bergstraße.

## Lage
Die Maulbeeraue liegt zwischen dem 290 Meter breiten Rhein im Westen und dem gut 40 Meter breiten Nordheimer Altrhein (auch Maulbeerauer Altrhein) im Osten zwischen Rheinkilometer 443,8 und 449,1. Das nördliche Drittel der Insel gehört zur Gemeinde Biblis (Ortsteil Nordheim), der größere Südteil gehört zur Stadt Lampertheim (Stadtteil Hofheim). Gegenüber der Maulbeeraue auf der linken Rheinseite liegt die Stadt Worms. Die Insel hat eine maximale Nord-Süd-Ausdehnung von 5,25 Kilometer. An ihrer breitesten Stelle misst sie 1,1 Kilometer. Sie nimmt 3,19 Quadratkilometer Fläche ein. Ein Großteil der Maulbeeraue besteht aus Wiesen, darunter Stromtalwiesen, und steht als FFH-Gebiet unter Naturschutz. Im Nordteil der Insel gibt es auch einige Maisfelder. Die Eisenbahnstrecke Worms–Bensheim überquert die Insel im Süden bei Rheinkilometer 445,4 auf einer langgezogenen Brücke als Fortsetzung der Wormser Eisenbahnbrücke. Teile der Insel sind von einem Sommerdeich umgeben und werden nur bei extremen Hochwasser oder Deichbrüchen überflutet.
Laut Volkszählung vom 3. Dezember 1861 wurde für die Maulbeeraue, als zu Nordheim gehörig gekennzeichnet, eine Bevölkerung von 10 angegeben, und genau drei Jahre später eine von 8.
Am 31. Oktober 1937 wurde die bis dahin selbständige Gemarkung Maulbeeraue (teilweise) aus dem Kreis Bensheim in den Kreis Worms eingegliedert. Dies umfasste auch den durch Meliorationsarbeiten neu geschaffenen Erbhöfeweiler Rosengarten (teilweise).